# Kaspar Jancis
Kaspar Jancis (Tallinn, 8 de maig de 1975) és un director de pel·lícules d'animació, músic i compositor estonià.
Kaspar Jancis va néixer a Tallinn com a fill del pianista letó Valdis Jancis i del la mestra, ballarina i guionista de ballet estoniana Mai Murdmaa. El germà de Jancis Rainer Jancis} és un músic professional. Va estudiar a la Universitat de Tallinn i a la Turku Arts and Media School, ensenyant cinema.
Ha publicat un llibre per a nens: Kapten Morten lollide laeval ('Morten en el vaixell de bojos'; 2010).

## Pel·lícules
- "Väike valge helikopter" (1997)
- "Doktor Matšalka juhtum" (1997)
- "Romanss" (1999)
- "Weitzenbergi tänav" (2002)
- Frank ja Wendy (amb Priit Tender, Ülo Pikkov i Priit Pärn; 2003–2005)
- "Röövlirahnu Martin" (2005)
- "Maraton" (2006)
- "Viimane sigaret" (2007)
- "Villa Antropoff" (2012; amb Vladimir Leschiov)
- Kapten Morten lollide laeval (2018)